# Марко Аурелије
Марко Аурелије (лат. Marcus Annius Catilius Severus; од 130. године: M. Annius Verus; после усиновљења 138. године: M. Aelius Verus Aurelius Caesar; као цар: Imp. Caesar M. Aurelius Antoninius Augustus) - (рођен 26. априла 121. године у Риму, умро 17. марта 180. године у Виндобони - данас Беч) био је од 161. године до своје смрти римски цар. Рођен је као Марк Катилије Север, а пошто га је усвојио цар Антонин Пије, Марко је добио име Марко Елије Аурелије Вер, а као цар његово пуно име је гласило: Марко Аурелије Антонин Август.
Марко Аурелије био је 16. и последњи римски цар који је то постао усвајањем. Он је морао после дуготрајног мирног периода у историји Рима да се поново прихвати ратова. Велики непријатељи су му били Парти на источној граници, а на другом крају света, Рим су нападали варвари, Маркомани који су угрожавали дунавски лимес. Марко Аурелије који је владао заједно са својим братом по усвојењу, Луцијем Вером умро је током једног похода против Германа. Због својих „Разговора са самим собом“, Марко Аурелије је био познат као цар-филозоф.

## Биографија

### Порекло
Маркова породица потицала је из места Укуби, малог града југоисточно од Кордобе у римској провинцији Баетици, данашња Шпанија. Породица се истакла у касном I веку нове ере, Марков прадеда, Марко Аније Вер Први, био је сенатор и бивши претор; око 73./74. н.е., његов деда, Марко Аније Вер Други, учињен је патрицијем. Веров старији син - отац Марка Аурелија - Марко Аније Вер Трећи, оженио је Домицију Луцилу.
Луцила је била кћер патриција, Калвисија Тула и Домиције Луциле Старије која је наследила велико богатство (подробно описаног у једном од
Плинијевих писама) од њеног деде по мајци и њеног деде по оцу путем усвајања. Млађа Луција добиће већи део мајчиног богатства, укључујући и велику циглану у предграђу Рима, профитабилан посао у то време с обзиром да је град доживљавао процват грађевинске делатности.
Луцила и Вер Трећи имали су двоје деце: сина Марка, рођеног 26. априла 121., и кћер Анију Корнифицију Фаустину, вероватно рођену 122. или 123. Вер је вероватно преминуо 124., када је Марку било само три година. Иако га је једва познавао, Марко Аурелије написао је у својим медитацијама да је научио скромност и мужевност, по узору на своја сећања оца и његовој постхумној репутацији. Маркова мајка, Луција, није се преудала.
По тадашњом аристократској пракси, Луција вероватно није проводила много времена са сином. Марко је био предат на бригу неговатељицама. Ипак, Марко одаје признање својој мајци због тога што га је подучила религиозности и једноставној исхрани и начинима како да избегне „Навике богатих”. У својим писмима, Марко наводи честе и нежне референце о њој, био је захвалан јер: „Иако јој је било суђено да умре млада, провела је своју последњу годину са мном.”
Након смрти оца Марка је усвојио његов деда, Марко Аније Вер Други. Још један човек, Луције Катилије Север, учествовао је у његовом одгајању. Север је описан као Марков прадеда по мајци. Марко је одрастао у дому својих родитеља, на римском брежуљку Целију, део Рима који ће нежно називати „Мој Целиј”.

### Успон ка власти
Касне 136., император Хадријан умало је умро услед крварења. Опорављајући се у својој вили у Тиволију, одабрао је Луција Цеонија Комода (Луција Елија Вера) за свог наследника, и усвојио га као сина. Избор је извршен invitis omnibus, против жеља свих а објашњење је и даље нејасно. После кратког боравка на дунавској граници, Луције се вратио у Рим да би се обратио сенату, првог дана 138. године. У ноћи пре говора разболео се и умро од крварења касније истог дана. 24. јануара 138. Хадријан је изабрао Аурелија Антонина за свог новог наследника.
Након неколико дана размишљања Антонин је прихватио и усвојен је 25. фебруара. Као део Хадријанових услова, Антонин је усвојио Марка и Луција Вера, сина Елија. На Хадријанов захтев, Антонинова кћер Фаустина верена је за Луција. Запањен сазнањем да га је Хадријан усвојио, Марко се неодлучно преселио из куће своје мајке на целију у Хадријанов приватни дом.
Током 138. Хадријан је захтевао од сената да Марко буде изузет од закона који је забрањивао избор на функцију квестора пре двадесетчетврте године живота. Сенат се сложио и Марко је служио као Конзул под Антонином, за 139. годину.

### Владавина, 161—180.
Пијев усвојени син и наследник, Марко Аурелије владао је царством од 161. до 180. године. Од 161. до 169., званично Марко и Луције Вер заједнички су владали царством (што је био први пут да Рим има два цара), међутим, од почетка је било јасно да је Марко имао већу власт иако су оба цара номинално била једнака. Убрзо по доласку на престо, Аурелијева једанаестогодишња ћерка, Анија Луција, верена је за Луција Вера. Оба цара била су веома популарна.
Од 161. до 166. Луције Вер предводио је римске снаге у рату са Парћанима. Повод сукоба поново је била Јерменија, тада држава под римским протекторатом. Парћански краљ, Вологез IV, ушао је у Јерменију и отерао краља са престола, заменивши га својим кандидатом, који је припадао владајућој парћанској породици Арсакида. Одлучено је да Луције преузме команду у рату, будући јачи и здравији од Аурелија и тиме погоднији за војничку активност. Током већег дела рата, Луције се налазио у Антиохији где је речено да је живео у великом луксузу.
Након што се ток рата преокренуо у римску корист, а јерменска престоница освојена 163. године, Луције - иако заправо никада лично није био у борби - узео је титулу Armeniacus (освајач Јерменије). На престо Јерменије доведен је римски сенатор арсакидског порекла. Напослетку се рат завршио римском победом, парћанска престоница Ктесифон поново је освојена.
На повратку у Рим, Луције је награђен тријумфом, првом у коме су учествовала два цара. Међутим, војници су са истока донели кугу (Антонинска куга), која ће у периоду између 165. и 180. проширити скоро читавим царством и изазвати смрт огромног броја људи међу којима је и сам Луције Вер, који је умро 169. Девет година касније, болест је поново избила а према Касију Диону, дневно је умирало 2.000 људи док је укупан број страдалих процењен на око пет милиона.
Након успешног окончаног рата са Парћанима, нова претња по царство дошла је са севера. У периоду од 166. до 180. Аурелије ће водити серију кампања против племена Сарматских Јазига и Германских Маркомана и Квада, сукобу познатом као Маркомански рат.
Борбе су се водиле читавим током Дунава који је формирао североисточну границу римске империје. Иако су напослетку Римљани однели победу, овај рат био је увод у касније инвазије Германских племена што ће на крају довести до пада западне поливине царства. Маркомански ратови показали су слабост северних граница и због тога ће након тога чак половина римских легија (16 од 33) бити стационирано на Дунаву и Рајни. Марко Аурелије провео је велики део рата на Дунаву, руководећи војним операцијама. Током Маркоманских ратова, у периоду између 170. и 180. Аурелије је написао своје најпознатије филозофско дело Самоме Себи (Meditations) које је написано на грчком језику. Ово дело зацементирало је Аурелијев положај као најважнијег филозофа позностоичке школе али и било узрок његове славе после смрти. Не само што је Аурелијево дело јасни носилац стоичке филозофије и духовности, оно је такође прожето јаким осећајем савести и дужности којих се Марко и као владар и особа увек држао.
Након што је након дуготрајних борби, Аурелије потиснуо германска племена ситуација на истоку се веома закомпликовала.
Године 175., Авидије Касије, победник над Партима у рату 161—166., се после погрешних вести о Аурелијевој смрти, прогласио за императора. Извори наводе да га је на овај поступак охрабрила супруга Марка Аурелија, Фаустина која је била забринута због лошег здравља свог мужа, верујући да се Марко налази близу смрти због чега је осећала потребу да Касије делује као њен заштитник, будући да је њен и Аурелијев син, Комод, са тринаест година, још био премлад за долазак на власт.
Император се опоравио, но, у међувремену египатске легије признале су Касија за цара. Аурелије је првобитно покушао да сакрије вести о побуни, али када у томе није успео, у обраћању војницима (Аурелије је у то време предводио легије и походу против племена на северу) и говору који историчар Касије Дион приписује Марку, император жали над издајом „Драгог пријатеља“ истовремено изразивши наду да Касије неће бити убијен нити извршити самоубиство, да би му могао указати милост. Сенат је у међувремену прогласио Касија за јавног непријатеља.
Касије се на почетку побуне налазио у добром положају, будући да је успешно окончао кампању против Парта услед чега је имао добру базу подршке. Располагао је са седам легија, три из Сирије, две из Палестине, једном из Арабије и једном из Египта. Ипак, Касије није успео да обезбеди ширу подршку за своје амбиције, гувернер Кападокије Мартије Вер, остао је лојалан Марку Аурелију стога је било јасно да је у бољој позицији. Касија је напослетку убио центурион, његова глава послата је императору који је одбио да је види и наредио да је сахране. Марко Аурелије поново се разболео 180. године и умро 17. марта у Виндобони (данашњи Беч). Одмах је деификован а његов пепео враћен у Рим и положен у Хадријановом Маузолеју.
На крају историје Маркове владавине, историчар Касије Дион, написао је похвални говор о покојном императору, описујући транзицију према Комодовој владавини, чији је сам био сведок:
„...(Марка) није пратила добра срећа коју је заслужио, јер није био физички јак и био је суочен са невољама које нису престајале током његове читаве владавине. Али, што се мене тиче, још више му се дивим управо због тога, јер, нашавши се усред необичних и ванредних околности, успео је да сам преживи и још очува и царство. Само једна ствар спречила га је да буде потпуно срећан, наиме, пошто је и након неговања и образовања сина на најбољи могући начин, био много разочаран у њега. Ова ствар мора бити наша следећа тема; јер наша историја сада се од краљевства злата, претвара у краљевство рђе и челика...”
Услед оваквог коментара, неки историчари, предвођени Едвардом Гибоном, узимају почетак Комодове владавине као почетну тачку пропадања Римског царства.

### Смрт и слава после смрти
Марко Аурелије је започео 3. августа 178. године, заједно са својим сином Комодом други рат против Маркомана. Током овог похода, цар је умро, вероватно у Виндобони, данашњем Бечу. Други извор као место његове смрти помиње Сирмијум, данашњу Сремску Митровицу. Његов пепео је пренет у Рим и положен у маузолеј цара Хадријана. Сматра се да је умро од куге.
У част Марка Аурелија, Сенат је подигао почасни стуб. Он се и данас налази у Риму.
Најпознатија представа Марка Аурелија је бронзана статуа цара на коњу у Риму. Она се од ренесансе налази на тргу Кампидољо, чији је нацрт направио Микеланђело. Због оштећења од атмосферилија, данас се статуа налази унутар музеја на истом тргу. Статуа је преживела Средњи век захваљујући томе што је у том периоду портретисани цар идентификован са првим хришћанским римским царем Константином Великим.

### Породица
Са својом женом Фаустином, Марко је имао више деце, међу којима и Комода, који је постао цар након очеве смрти.

## Цар филозоф
Марко Аурелије се током читавог живота бавио филозофијом. И као цар похађао је филозофска предавања. Његово дело, написано на грчком језику, Самоме себи (Meditations), састоји се од мисли и упозорења које је цар самом себи упутио током једног ратног похода против Маркомана. Цар Марко Аурелије један је од главних представника позностоичког учења.
Дело Самоме себи није објавио док је био жив него је пронађено после његове смрти и у њему је писао песимистично о ништавности свега. Као владар, помагао је неговање филозофије. У Атини, 176. године нове ере основао је филозофску школу са четири катедре (платоновска, аристотеловска, стоичка и епикурејска) а филозофима који су били на челу тих катедри одредио је државне плате.

## Популарна култура
Марко Аурелије и његов син Комод су једни од главних протагониста у филму Гладијатор.